# 龚克
龚克（1955年6月—），男，湖南湘潭人，中国电子工程专家，南开大学第九任校长。现任南开大学滨海学院董事长、南开大学当代中国问题研究院院长、世界工程组织联合会候任主席。中共第十八届中央候补委员。龚育之之子。

## 生平
1978年3月，就读于北京工业学院（现北京理工大学）。1986年12月，获奥地利格拉茨技术大学电工电子系通讯与电波传播专业博士学位。次年回国，在清华大学电子系从事博士后研究；1990年至2004年，龚克先后任清华大学电子系教研组副主任、电子系副主任、主任、科技处处长、信息学院院长、副校长；2006年7月，任天津大学校长。2011年1月，龚克调任南开大学校长。2012年12月，兼任南开大学滨海学院董事长。。
中共第十八届中央候补委员，第十一届、十二届全国人大代表。2013年，被选为全国人大代表。
2017年12月1日，世界工程组织联合会在意大利罗马召开全体大会，中国科协荣誉委员、南开大学校长龚克经过激烈竞争当选世界工程组织联合会候任主席。
2018年1月3日，龚克卸任南开大学校长。

## 学术贡献
长期从事微波、毫米波技术，电波传播方面的研究工作。近年主要从事微小区个人移动通信、数字电视传输标准等方面的研究。主持清华一号微小卫星的研制工作，从事卫星通信系统如深空通信等方面的研究。先后完成10多项科研成果，发表学术论文100余篇，多次获得国家教委科技进步奖。

## 言论
2015年2月9日，在接受人民网强国论坛的采访时，针对教育部长袁贵仁之前的“三不”论点，龚克认为：“最近我在网上看有人讲要全面清理、纯洁、整顿教师队伍，这个我不能同意，这是1957年的思维或者1966年的思维。” 龚克还表示，在加强意识形态工作时不能走到另外一个极端上去，不能重蹈历史上对待知识分子的“左”的错误。